# Holomelina metazonata
Holomelina metazonata là một loài bướm đêm thuộc phân họ Arctiinae, họ Erebidae.